# Бульбашкова діаграма

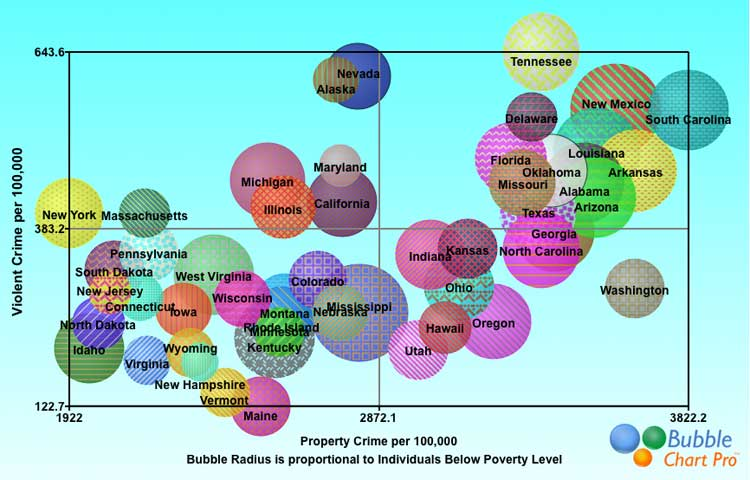
Бульбашкова діаграма, що відображає взаємозв'язок між бідністю та насильством і рівнем злочинів проти власності за державою. Більші бульбашки вказують на вищий відсоток жителів штату на рівні бідності або нижче. Тенденція свідчить про вищий рівень злочинності в штатах з вищим відсотком людей, які живуть нижче рівня бідності.

Бу́льбашкова діагра́ма — це тип діаграми, що відображає три виміри даних. Кожна сутність з її трійкою (v1, v2, v3) пов'язаних даних побудована як круг, який виражає два значення vi через розташування xy диска і третє через його розмір. Бульбашкові діаграми можуть полегшити розуміння взаємозв'язків у соціальних, економічних, медичних та інших наукових даних.
Бульбашкові діаграми можна вважати різновидом точкової діаграми, на якій точки даних замінено бульбашками. Як пояснюється в документації до Microsoft Office, «Ви можете використовувати бульбашкову діаграму замість точкової діаграми, якщо ваші дані мають три ряди даних, кожне з яких містить набір значень. Розміри бульбашок визначаються значеннями у третьому ряді даних.».

## Правильний вибір розміру бульбашок
Використання бульбашок для подання скалярних (одновимірних) значень може ввести в оману. Зорова система людини, природно, сприймає розмір диска з точки зору його площі. Однак програмне забезпечення для діаграм може використати третє значення даних як радіус або діаметр бульбашки. В такому разі, видимі відмінності в розмірах між дисками будуть нелінійними (квадратичними) та оманливими. Щоб отримати правильно збалансовану шкалу, потрібно зробити радіус кожного диска пропорційним квадратному кореню відповідного значення даних v3. Іншими словами, якщо застосунок для побудови графіків використовує параметр як радіус бульбашки, а не її площу, замініть кожне значення його квадратним коренем, перш ніж передати його для побудови.
Проблема масштабування може призвести до помилкової інтерпретації, особливо там, де діапазон даних має великий розкид. І оскільки багато людей не знають або не зважають на цю проблему та її вплив на сприйняття, ті, хто про це знає, часто вагаються у тлумаченні бульбашкової діаграми, оскільки їм не відомо, чи зроблено корекцію масштабу. Тому важливо, потрібно не лише правильно масштабувати дані для бульбашкової діаграми, але й чітко зазначати, що дані передаються саме площею, а не радіусом чи діаметром.

## Подання нульових або від'ємних значень даних на бульбашкових діаграмах
Метафоричне подання значень даних як площ кругів неможливо поширити на відображення від'ємних або нульових значень. Як варіант, деякі користувачі бульбашкових діаграм вдаються до графічних позначень, щоб показати недодатні значення даних. Наприклад, від'ємне значення {\displaystyle v<0} можна подати кругом площі {\displaystyle v} в центрі якого певний символ, на зразок «×», показує, що розмір круга демонструє модуль від'ємного значення даних. І цей підхід виявляється досить ефективним у ситуаціях, коли модулі значень даних є важливими — іншими словами, коли значення {\displaystyle v} і {\displaystyle -v} схожі в певному контексті — так що їх подання конгруентними дисками має сенс.
Для подання нульових значень іноді взагалі обходяться без кругів, використовуючи, скажімо, квадрат із центром у відповідному місці. Інші використовують заповнені кола для додатних, а порожні — для від'ємних значень.

## Включення подальших вимірів даних

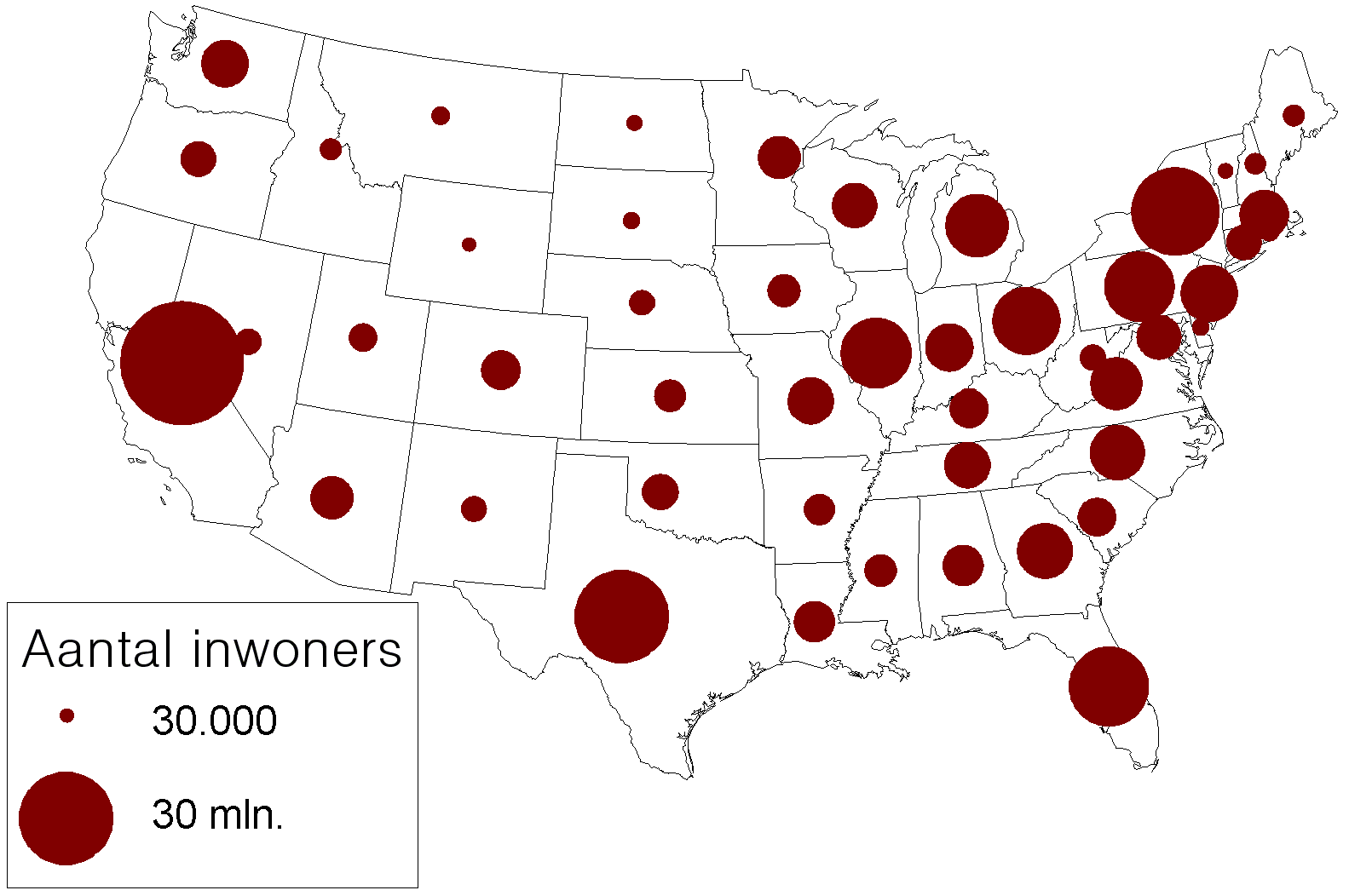
Серія бульбашок на карті називається пропорційною символьною картою або інколи «бульбашковою картою»

Додаткову інформацію про сутності, що виходять за межі трьох основних значень, можна включити, заповнюючи круги різними кольорами чи візерунками, які вибираються за певним правилом. Більше даних можна подати, доповнивши круги підписами, наприклад, короткими посиланнями на пояснювальні тексти тощо.

## Інше використання

Кругова упакована діаграма, яку іноді називають «бульбашковою діаграмою», показує розподіл за професіями людей, які створюють мови програмування

- В архітектурі термін «бульбашкова діаграма» також застосовується до першого архітектурного ескізу макета, побудованого з бульбашок.[3]
- У програмній інженерії «бульбашкова діаграма» може означати діаграму потоку даних або структури даних або іншу діаграму, на якій сутності зображені колами чи бульбашками, а взаємозв'язки подано лініями, проведеними між ними.
- У візуалізації інформації «бульбашкова діаграма» може означати техніку, в якій набір числових величин подано щільно упакованими колами, площі яких пропорційні величинам. На відміну від традиційної бульбашкової діаграми, в такий варіант не використовують положення за осями x або y, а прагнуть упакувати кола якомога щільніше, щоб ефективно використати простір. Ці бульбашкові діаграми, після введення Фернандою Вієгас[en] та Мартін Ваттенберг[en][4], стали популярним методом відображення даних. Кругові упаковані діаграми включені до популярних наборів засобів візуалізації, таких як D3[5], і використовуються, наприклад, в New York Times.[6]